# ألبرتو غارسيا
ألبرتو غارسيا (بالإسبانية: Alberto García Cabrera) (9 فبراير 1985 برشلونة إسبانيا - ) هو لاعب كرة قدم إسباني يلعب كحارس مرمى.

## روابط خارجية
- ألبرتو غارسيا على موقع قاعدة بيانات كرة القدم.إي يو (الإنجليزية)
- ألبرتو غارسيا على موقع Soccerbase.com (لاعب) (الإنجليزية)
- ألبرتو غارسيا على موقع Soccerway.com (الإنجليزية)
- ألبرتو غارسيا على موقع AS.com (الإسبانية)